# Edgewood (Florida)
Edgewood è una città degli Stati Uniti d'America situata in Florida, nella Contea di Orange.